# Gymnastique artistique aux Jeux olympiques d'été de 2016 - poutre femmes
 (août 2016).
Pour un article plus général, voir Gymnastique artistique aux Jeux olympiques d'été de 2016.
Navigation
Londres 2012 Tokyo 2020

## Qualifications
| Rang | Gymnaste         | Pays            | D Score | E Score | Pén. | Total  | Qual. |
| ---- | ---------------- | --------------- | ------- | ------- | ---- | ------ | ----- |
| 1    | Simone Biles     | États-Unis      | 6.700   | 8.933   |      | 15.633 | Q     |
| 2    | Laurie Hernandez | États-Unis      | 6.400   | 8.966   |      | 15.366 | Q     |
| 3    | Flavia Saraiva   | Brésil          | 6.300   | 8.833   |      | 15.133 | Q     |
| 4    | Sanne Wevers     | Pays-Bas        | 6.300   | 8.766   |      | 15.066 | Q     |
| 5    | Catalina Ponor   | Roumanie        | 6.200   | 8.700   |      | 14.900 | Q     |
| 6    | Fan Yilin        | Chine           | 6.400   | 8.466   |      | 14.866 | Q     |
| 7    | Gabby Douglas    | États-Unis      | 6.300   | 8.533   |      | 14.833 | –     |
| 7    | Aly Raisman      | États-Unis      | 6.300   | 8.533   |      | 14.833 | –     |
| 9    | Marine Boyer     | France          | 6.200   | 8.400   |      | 14.600 | Q     |
| 10   | Isabela Onyshko  | Canada          | 6.500   | 8.033   |      | 14.533 | Q     |
| 11   | Elissa Downie    | Grande-Bretagne | 5.900   | 8.600   |      | 14.500 | R     |
| 12   | Amy Tinkler      | Grande-Bretagne | 6.200   | 8.300   |      | 14.500 | R     |
| 13   | Tutya Yilmaz     | Turquie         | 6.300   | 8.200   |      | 14.500 | R     |

## Finale
| Rang               | Gymnaste         | Pays       | Score D | Score E | Pén. | Total  |
| ------------------ | ---------------- | ---------- | ------- | ------- | ---- | ------ |
| Médaille d'or      | Sanne Wevers     | Pays-Bas   | 6.600   | 8.866   |      | 15.466 |
| Médaille d'argent  | Lauren Hernandez | États-Unis | 6.400   | 8.933   |      | 15.333 |
| Médaille de bronze | Simone Biles     | États-Unis | 6.500   | 8.233   |      | 14.733 |
| 4                  | Marine Boyer     | France     | 6.100   | 8.500   |      | 14.600 |
| 5                  | Flavia Saraiva   | Brésil     | 6.300   | 8.233   |      | 14.533 |
| 6                  | Fan Yilin        | Chine      | 6.300   | 8.200   |      | 14.500 |
| 7                  | Catalina Ponor   | Roumanie   | 5.800   | 8.200   |      | 14.000 |
| 8                  | Isabela Onyshko  | Canada     | 6.100   | 7.300   |      | 13.400 |